# Discurso del Pan de Vida

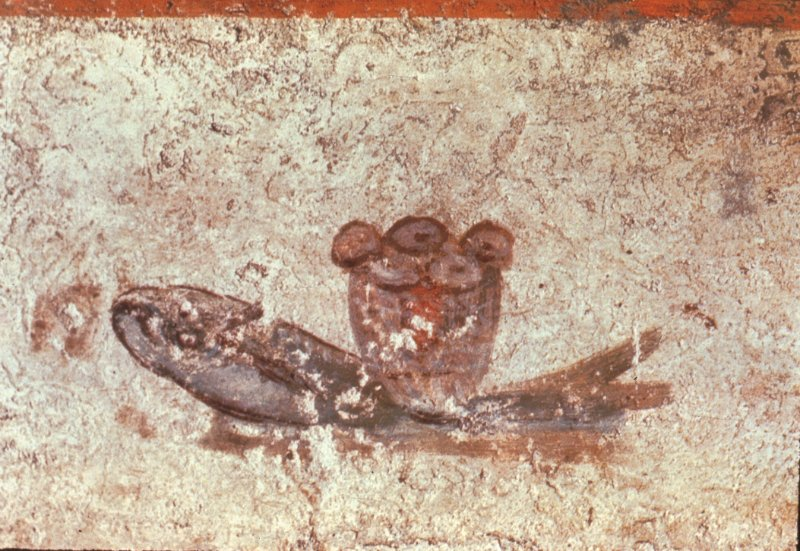
Pintura de principios del del pan eucarístico y el pescado, Catacumbas de San Calixto, Roma.

El Discurso del Pan de Vida es un episodio de la vida de Jesús que aparece en el evangelio de Juan 6:22-59.
El título «Pan de Vida» (en griego antiguo: ἄρτος τῆς ζωῆς, artos tēs zōēs) para Jesús se basa en este episodio bíblico que tiene lugar en el Evangelio de Juan, poco después del episodio de la alimentación de la multitud (en la que Jesús alimenta a la multitud con cinco panes y dos peces), después del cual las multitudes ven como Jesús camina al otro lado del lago, después de caminar Jesús sobre el agua.
En el evangelio de Juan:
Y Jesús les dijo: De cierto, de cierto os digo: No os dio Moisés el pan del cielo, mas mi Padre os da el verdadero pan del cielo. Porque el pan de Dios es aquel que descendió del cielo y da vida al mundo. Le dijeron: Señor, danos siempre este pan. Jesús les dijo: Yo soy el pan de vida; el que a mí viene, nunca tendrá hambre; y el que en mí cree, no tendrá sed jamás.
—Juan 6:32-35
El Evangelio de Juan no incluye un relato de la bendición del pan en la Última Cena, por ejemplo, como en el Evangelio de Lucas 22:19. Sin embargo, este discurso a menudo ha sido interpretado como la comunicación de las enseñanzas sobre la Eucaristía, que ha tenido una gran influencia en la tradición cristiana. Recientemente, sin embargo, Meredith J. C. Warren ha desafiado a las interpretaciones eucarísticas de este pasaje y ha argumentado que refleja las antiguas tradiciones mediterráneas de comidas sacrificiales que identifican a un héroe con una divinidad.
En el contexto cristológico, el uso del título Pan de Vida es similar al de Luz del Mundo en Juan 8:12, donde Jesús dice: «Yo soy la luz del mundo; el que me sigue, no andará en tinieblas, sino que tendrá la luz de la vida». Estas afirmaciones se basan en el tema cristológico de Juan 5:26, donde Jesús afirma poseer la vida, así como el Padre, y proporcionarla a los que le siguen.